# Cuba nos Jogos Olímpicos de Verão de 1964
A Cuba competiu nos Jogos Olímpicos de Verão de 1964, realizados em Tóquio, Japão.